# Uitlekken (koken)

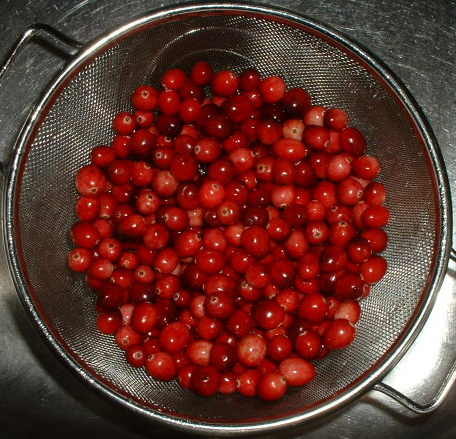
Cranberry's die uitlekken in metalen vergiet

Uitlekken is het laten lekken van vocht uit een hoeveelheid voedsel.
Uitlekken wordt toegepast om vocht voor een groot deel uit het voedsel te verwijderen in verschillende situaties:
- kookvocht, zoals bij gekookte groenten, pasta of rijst - wanneer afgieten niet voldoende is
- vocht uit een conservenblik;
- na het wassen.

Uitlekken gebeurt door het product bijvoorbeeld in een vergiet te doen en daarin te laten staan, zodat het vocht eruit loopt. Voor producten die te klein zijn voor een vergiet, zoals fijne mie, kan een zeef worden gebruikt. Om het voedsel extra droog te krijgen, kan het worden geschud in het vergiet of de zeef. Voor een nog droger resultaat kan bijvoorbeeld gebruikgemaakt worden van een slacentrifuge.